# F/A-18 Hornet
F/A-18 Hornet (укр. «Го́рнет») — американський палубний багатоцільовий винищувач, розроблений в 1970-х роках. На сьогодні є основним бойовим літаком ВМС США. Перебуває також на озброєнні низки країн Європи та Азії, застосовувався у військових операціях проти Лівії, Іраку, Югославії.
У ряді джерел літак згадується як F-18, але таке позначення було скасовано в 1982 році й наразі не є офіційним. Офіційне позначення літака в Збройних Силах США, згідно зі списком позначень літальних апаратів Міністерства оборони США (DoD 4120.15-L, 12 травня 2004) — FA-18, проте написання без косої риски значно менш поширене.
На основі Hornet було створено збільшену версію F/A-18E/F Super Hornet.

## Історія створення
F/A-18 Hornet веде свою історію від проєкту P-530 «Кобра», розробленого компанією Northrop у кінці 1960-х років. Згодом на його основі був створений винищувач YF-17 Cobra, який уперше піднявся в повітря у червні 1974-го. Разом із F-16 літак брав участь у конкурсі Lightweight Fighter, на якому обирався легкий винищувач для американських військово-повітряних сил. Хоча в конкурсі переміг F-16, розробкою Northrop зацікавилися військово-морські сили. У цей час американський флот у рамках програми NACF (Navy Air Combat Fighter) шукав недорогий літак, який би міг доповнити винищувачі F-14 Tomcat. Через зменшення витрат на військові потреби в цей період програма передбачала не розробку нового літака з нуля, а адаптацію вже існуючих проєктів. Військово-морські сили США скептично поставилися до однодвигунного YF-16 і воліли вибрати YF-17, який мав два двигуни. Однак літак потребував значних змін для служби на флоті. Фірма Нортроп раніше не займалася створенням палубних літаків, тому було вирішено, що робота над перепроєктування YF-17 проводитиметься спільно з Макдоннел-Дуглас, який мав великий досвід співробітництва з ВМС.
1 березня 1977 було оголошено, що новий літак отримає назву «Горнет» («Шершень»).
Спочатку планувалося, що Макдоннел-Дуглас займатиметься палубним варіантом для ВМС США, а Нортроп — варіантом F-18L наземного базування, призначеним на експорт. Проте в 1979 році фірма Нортроп подала судовий позов, звинувативши компаньйона в тому, що той використовує її технології, розроблені для наземного варіанту, порушуючи двосторонню угоду, і зажадала заборонити експорт палубної модифікації. Судова тяжба завершилася в 1985 році, коли Макдоннел-Дуглас погодилася виплатити 50 млн доларів за отриману технічну інформацію; цим все і закінчилося. Варіант F-18L так і не пішов у серію, а «Горнет» повністю став проєктом Макдоннел-Дуглас.
Літак повинен був випускатися в трьох модифікаціях: винищувача F-18A, штурмовика A-18A, навчально-бойового TF-18A. Фірмі Макдоннел-Дуглас вдалося об'єднати винищувальну і штурмову модифікації в один літак, який з 1980 р. згадувався як F/A-18A, хоча офіційно таке позначення було затверджене лише в грудні 1982 року. Двомісний TF-18A був перейменований на F/A-18B.
Було побудовано 9 одномісних і 2 двомісні дослідні літаки. Перший політ «Горнета» відбувся 18 листопада 1978 року. Перший серійний літак піднявся в повітря 12 квітня 1980 року, і вже в травні нові машини почали надходити у ВМС.
У цінах 1979 закупівельна вартість одного літака, без урахування вартості НДДКР, становила 10,8 млн дол.

## Конструкція
На вимогу командування ВМС США при проєктуванні F/A-18 велика увага приділялася виживанню та надійності. Невеликі габарити цього літака, бездимні двигуни, мала величина ефективної площі розсіювання (ЕПР), слабке ІЧ випромінювання, наявність бортових засобів РЕБ — все це ускладнює виявлення та супроводження літака.
Літак виконаний за нормальною аеродинамічною схемою із средньорозташованим трапецієподібним крилом. Планер розрахований на ресурс 6 тис. годин при 2 тис. злетів з використанням катапульти і 2 тис. посадок із використанням затримуючого гака.

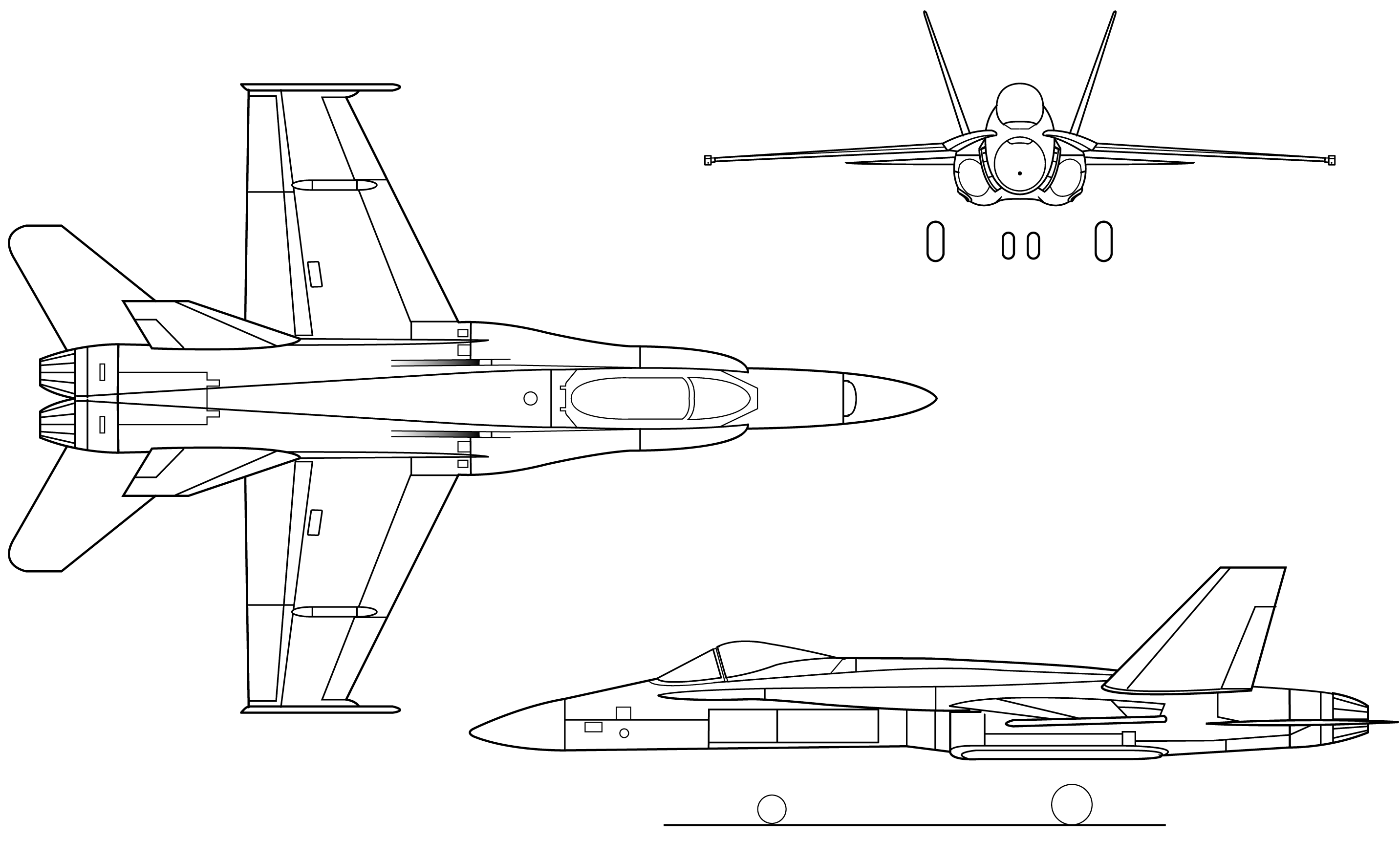
Три проєкції F/A-18 Hornet

Крило — багатолонжеронне, складається по лініях, які пройшли через внутрішні хорди елеронів з поворотом консолей на 90 градусів. На крилі встановлені рухомі носки на весь розмах, однощілинні закрилки і зависаючі елерони. Носки і закрилки відхиляються автоматично залежно від кута атаки й числа М для підвищення маневреності в бою і аеродинамічних властивостей у крейсерському польоті. Однією з особливостей літака є наявність напливів складної форми в плані перед кореневими частинами крила. Напливи створюють вихрову підіймальну силу і забезпечують політ літака при великих кутах атаки. Між напливами і фюзеляжем є щілини для відведення приграничного шару повітря від повітрозабірників.
Фюзеляж типу напівмонокок. Відсік кабіни льотчика виконаний у вигляді безпечно пошкоджуваної конструкції. Хвостове оперення стрілоподібне. Диференціальний суцільноповоротний стабілізатор має кут зворотнього поперечного V, рівний 2 градусам. Вертикальне оперення з двома відхиленими назовні на 20 градусів кілями зміщене вперед щодо стабілізатора для виведення його із зони аеродинамічної тіні від крила і стабілізатора на великих кутах атаки.
Паливна система F/A-18 складається з шести фюзеляжних захищених баків і крилових м'яких кесонних баків. Всі паливні ємності для запобігання вибуху при бойових пошкодженнях заповнені поропластом.
Нормальні робочі перевантаження становлять 7,5.
Літак виготовлений, в основному, з алюмінієвих сплавів (масова частка 49,6 %), використовуються високоміцні сталі (16,7 %), титанові сплави (12,9 %), композитні матеріали (9,9 %) та інші матеріали (10,9 %). Всі поверхні управління, хвостове оперення і закрилки — шаруватої конструкції зі стільниковим алюмінієвим заповнювачем і обшивкою з епоксидного вуглепластику. Частина обшивки крила і кришки оглядових люків фюзеляжу також виконані з вуглепластику. Носки стабілізаторів і кілів виготовлені з титанових сплавів. У конструкції планера літака передбачено дублювання шляхів передачі силових навантажень. У конструкції шасі літака (циліндри основних стійок) застосовано високоміцну сталь AerMet 100 фірми Carpenter Technolodgy з межею міцності 200 кгс/мм².
Силова установка літака складається з двох двигунів F404 модульної конструкції, розроблених фірмою General Electric спеціально для F/A-18. Двигуни розділені титановою протипожежною перегородкою. Тяги одного двигуна достатньо для повернення літака на базу. Всі агрегати двигуна розташовані в його нижній частині, під компресором. У відсіку силової установки є системи виявлення та гасіння пожежі.
Повітрозабірники бічні напівкруглі нерегульовані, розташовані під кореневими напливами крила.

## Бортове обладнання
На F/A-18 встановлена цифрова електродистанційна система управління з чотирикратним резервуванням.
Потужний обчислювальний комплекс літака включає понад 20 ЕОМ із загальним обсягом пам'яті 741000 16-розрядних слів. Основними є дві ЕОМ AN/AYK-14 (фірми Control Data) з об'ємом пам'яті по 64 000 16-розрядних слів.

## Експлуатація
Перша ескадрилья F/A-18 отримала статус боєготової 7 січня 1983 року — це була 314-я винищувально-бомбардувальна ескадрилья Корпусу морської піхоти США «Чорні лицарі» (VMFA −314 Black Knights). У ескадрильях ВМС і КМП «Горнет» поступово замінював винищувачі F-4 і штурмовики A-4 і A-7. Після зняття з озброєння штурмовиків A-6 у 1990-х роках «Горнет» залишився єдиним спеціалізованим ударним літаком ВМС, а після завершення експлуатації винищувачів F-14 у 2006 він залишався єдиним бойовим літаком, побудованим для американських авіаносців. Ця ситуація зберігалася до вступу в дію винищувачів F-35.
З 1986 року літаки F/A-18 використовує група вищого пілотажу ВМС США «Блакитні ангели».
До кінця 1990-х років «Горнет» перебували на озброєнні 26 бойових ескадрилей ВМС США, 4 ескадрильї Резерву ВМС США, 16 бойових ескадрилей Корпусу морської піхоти США.

## Варіанти

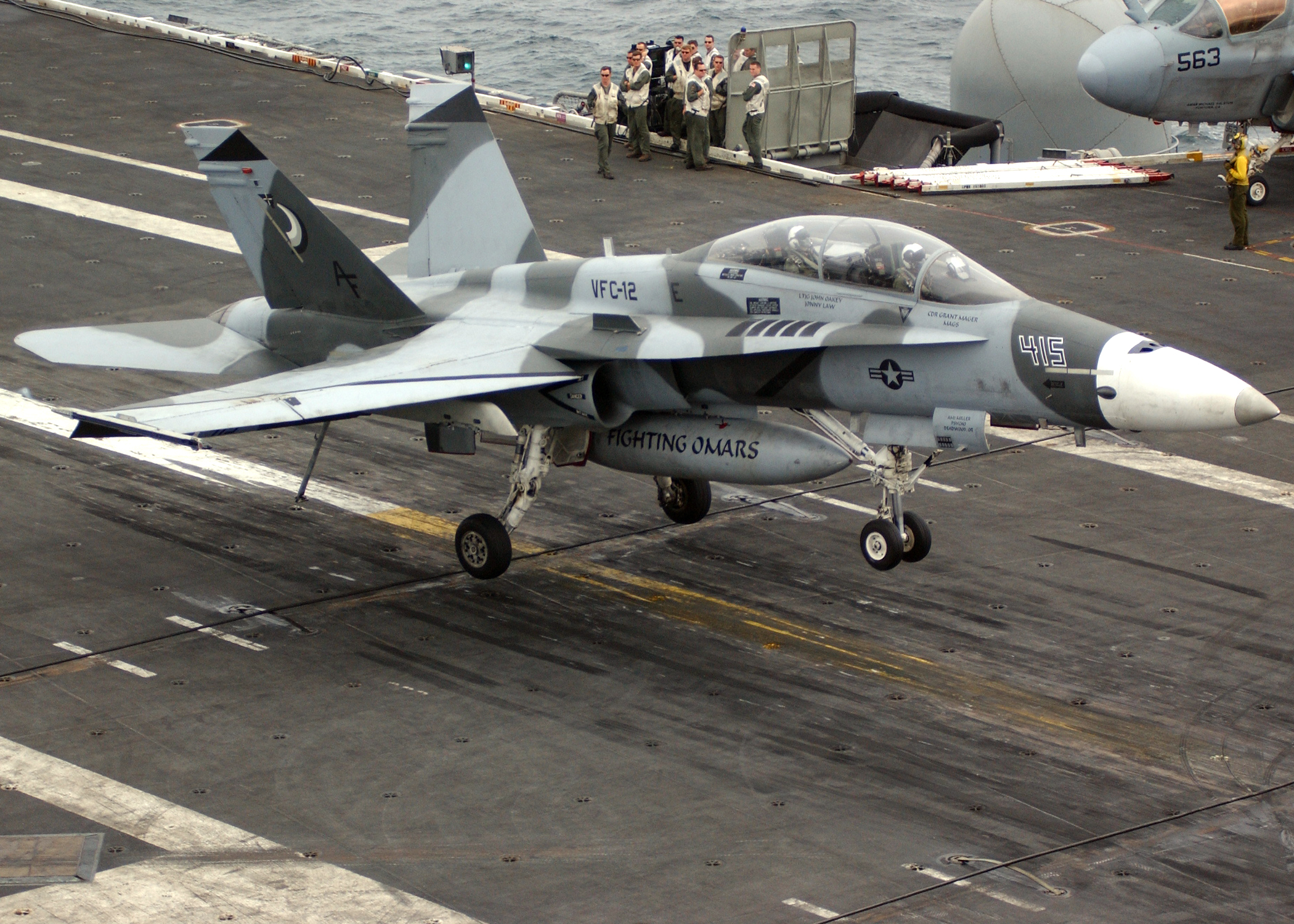
F/A-18B Hornet посадка на авіаносець «Рональд Рейган».

- F/A-18A — перший серійний варіант. Побудовано 371 машин.
- F/A-18B — двомісний навчально-бойовий варіант F/A-18A.
- F/A-18C — варіант з удосконаленими авіонікою і озброєнням (може нести КР AIM-120, AGM-65).
- F/A-18D — двомісний навчально-бойовий варіант F/A-18C.
- CF-18 — варіант для Королівських військово-повітряних сил Канади
- F/A-18E/F «Супер Горнет» — подальший розвиток варіантів F/A-18C/D.
- EA-18G Growler — палубний літак радіоелектронної боротьби і протидії, зроблений на основі двомісного F/A-18F.

## Бойове застосування
- Операція «Каньйон Ельдорадо» (1986)
- Війна в Перській затоці (1991)
- Операція «Обдумана сила» (1995)
- Операція «Лис пустелі» (1998)
- Війна в Афганістані (з 2001)
- Іракська війна (2003—2010)

## Тактико-технічні характеристики
Характеристики вказані для F/A-18C/D.
Джерела даних: U.S. Navy fact file, Frawley Directory, Great Book

### Технічні характеристики

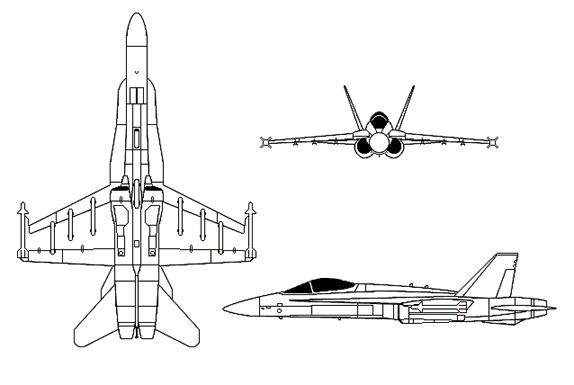
Схема F/A-18 Hornet в 3 проекціях

- Екіпаж: 1 (модифікація C) / 2 (модифікація D — пілот та офіцер систем озброєнь)
- Довжина: 17,1 м
- Розмах крила: 12,3 м (із боковими підвісками AIM-9 на пускових установках LAU-7)
- Розмах крила в складеному вигляді: 9,94 м
- Висота: 4,7 м
- Площа крила: 38 м²
- Співвідношення сторін: 4
- Маса порожнього: 10 433 кг
- Маса спорядженого: 16 769 кг
- Максимальна злітна маса: 23 541 кг
- Паливні баки: 4930 кг
- Силова установка: 2 × турбовентиляторні двигуни General Electric F404-GE-402[en]
  - Безфорсажна тяга: 49 кН (4900 кгс)
  - Форсажна тяга: 79,0 кН (7260 кгс)

### Льотні характеристики
- Максимальна швидкість: 
  - На великій висоті: 1915 км/год (1,56 Маха), на висоті 12000 м
- Крейсерська швидкість: 1060 км/год
- Дальність: 2017 км
- Бойовий радіус: 760 км (для місій «повітря-повітря»)
- Перегонна дальність: 3300 км
- Практична стеля: 15000 м
- Швидкопідйомність: 250 м/с
- Навантаження на крило: 450 кг/м²
- Тягооснащеність: 0,96 (1,13 в спорядженому виді з 50 % палива)

### Озброєння

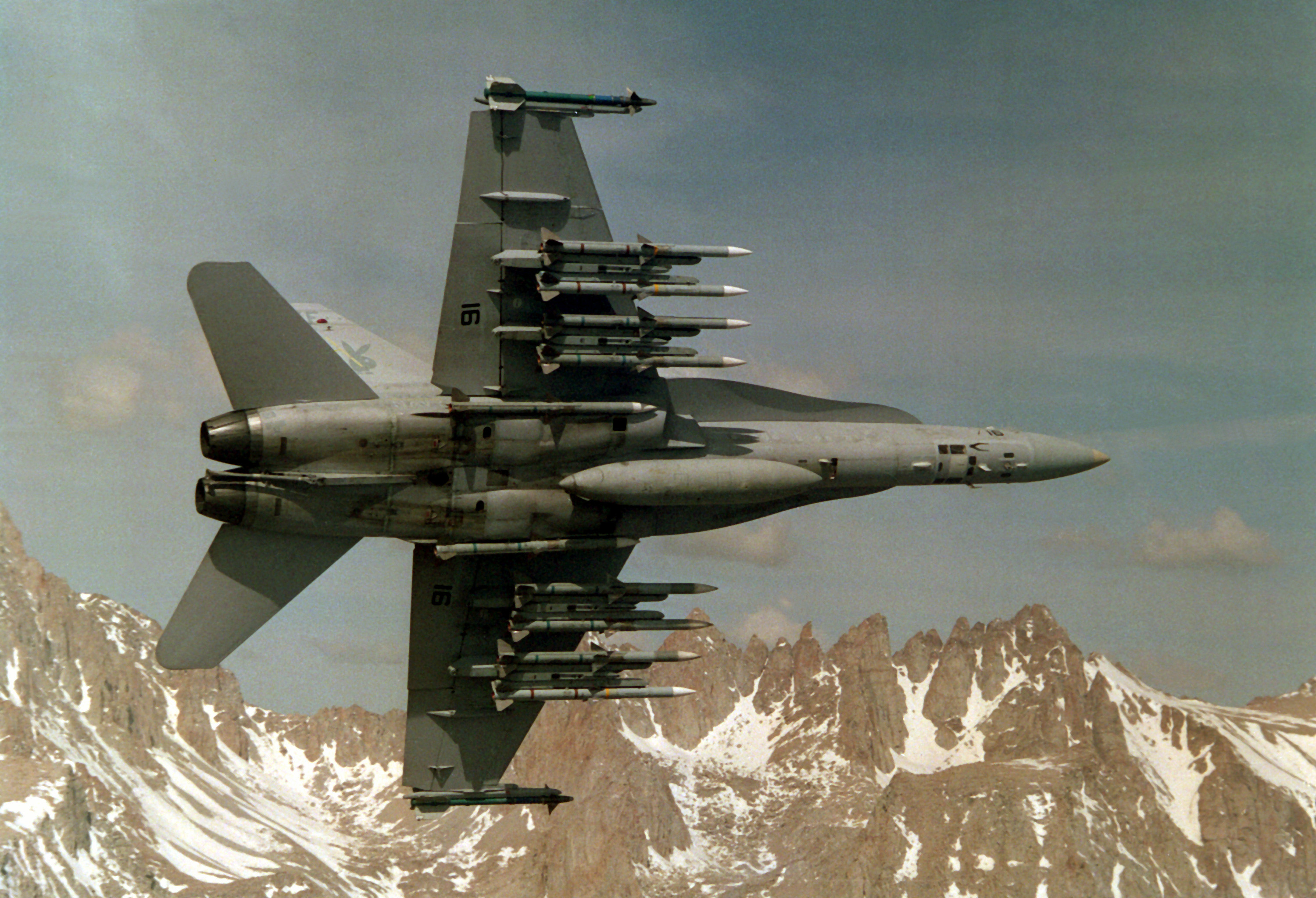
VX-4 F/A-18 з 10 ракетами AIM-120 AMRAAM та двома AIM-9 Sidewinder

- Гармати: 1 × 20 мм 6-ствольна роторна гармата M61A1 Вулкан в носі, 578 снарядів
- Точки підвіски: 9 загалом: 2 × для пуску крилатих ракет, 4 × під крилами та 3 × під фюзеляжем
- Бойове навантаження: 6200 кг
  - Некеровані ракети:
    - 70 мм Hydra 70
    - 127 мм Zuni

  - Ракети «повітря-повітря»:
    - 2 × AIM-9 Sidewinder на кінчиках крил та
    - 8 × AIM-9 Sidewinder (double delta) або 4 × AIM-132 ASRAAM, або 4 × IRIS-T, або 8 × AIM-120 AMRAAM (double delta) та
    - 2 × AIM-7 Sparrow або 2 × AIM-120 AMRAAM

  - Ракети «повітря-поверхня»:
    - 4 × AGM-65 Maverick
    - AGM-84H/K Standoff (SLAM-ER)
    - AGM-88 HARM (ARM)
    - 4 × AGM-154 (JSOW)
    - AGM-158 (JASSM)
    - КР Taurus
    - AGM-84 Гарпун

  - Бомби:
    - Ядерна бомба B83
    - Ядерна бомба B61
    - Боєприпаси з прямим наведенням JDAM
    - Серія бомб з лазерним наведенням Paveway
    - серія некерованих бомб Mark 80
    - CBU-78 Gator
    - Боєприпаси комбінованих ефектів CBU-87
    - CBU-97
    - Mk 20 Rockeye II
    - Запальна бомба МК-77

  - Інше:
    - ADM-141 TALD
    - Інфрачервоні приманки SUU-42A
    - Засоби радіоелектронної протидії (ECM)
    - Система лазерного наведення AN/AAS-38 Nite Hawk (тільки ВМС США), тепер замінений на AN/ASQ-228 ATFLIR
    - Система наведення Litening (лише Корпус морської піхоти США, Королівські ВПС Австралії, ВПС Іспанії та ВПС Фінляндії)
    - до 3 × 330 галонів США (1200 л) підвісних баків Sargent Fletcher FPU-8

### Авіоніка
- РЛС Hughes APG-73[14]
- Антена ROVER (Remotely Operated Video Enhanced Receiver) використовується ударними ескадрильями ВМС США F/A-18C

## На озброєнні

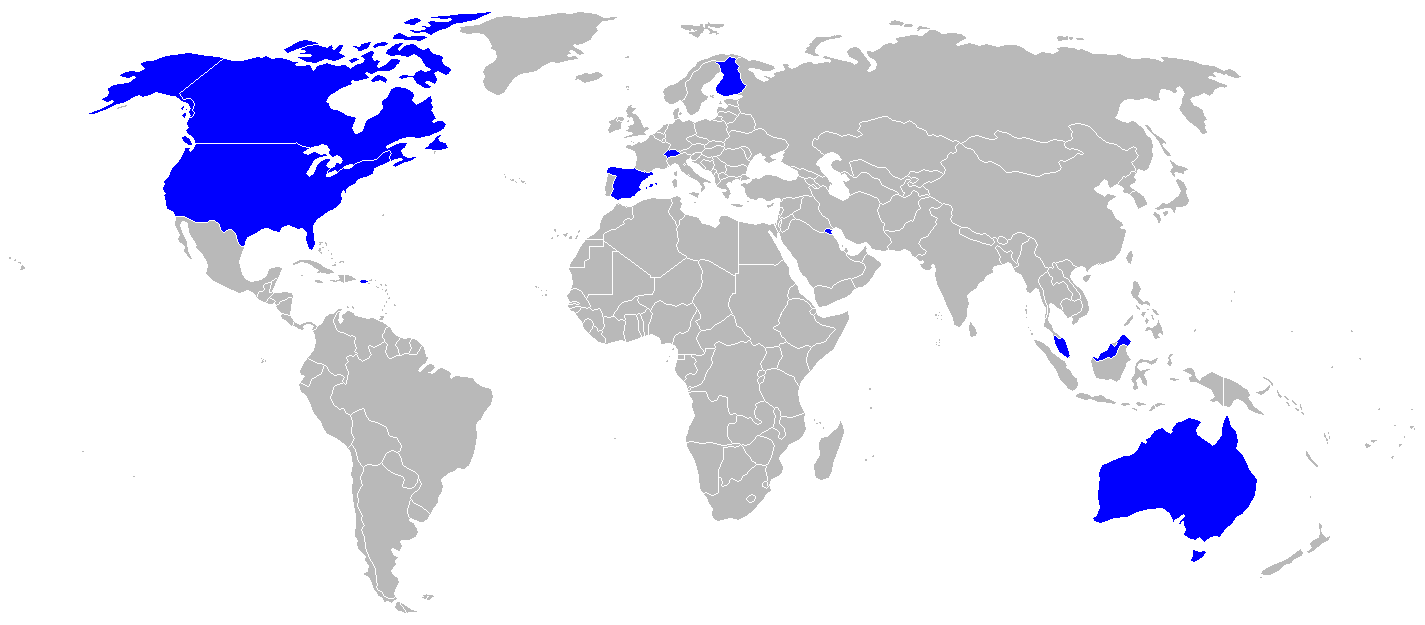
Експлуатанти F/A-18

- Австралія — водночас замінені на F-35A[15].
- Іспанія — 72 EF-18M і F/A-18C та 12 EF-18BM станом на 2021 рік[16][17].
- Канада — 86 CF-18 станом на 2021 рік[16].
- Кувейт — 27 F/A-18C та 7 F/A-18D станом на 2021 рік[16].
- Малайзія — 8 F/A-18D станом на 2021 рік[16].
- США — 186 F/A-18A/B/C/D на озброєнні КМП США, станом на 2023 рік[18]. Раніше 753 літаки стояли на озброєнні Флоту[19][20].
- Швейцарія — 25 F/A-18C та 5 F/A-18D станом на 2021 рік[16].
- Фінляндія — 55 F/A-18C та 7 F/A-18D[21], планується зняття з озброєння та заміна на 64 літака F-35 протягом 2028—2030 років[22][23]

### Україна
За словами колишного заступника міністра оборони Леоніда Полякова 2014 році Канада пропонувала Україні F/A-18 для купівлі[уточнити]. Міністерство оборони України відмовилось від пропозиції через значну вартість експлуатації та необхідність перенавчання екіпажів.
У березні 2023 року стало відомо про розгляд постачання літаків F/A-18 з Фінляндії. Україна надіслала запит на їх отримання. Водночас міністр оборони Фінляндії Антті Кайкконен і президент Саулі Нійністьо у спільній заяві 23 березня 2023 року відмовили у передачі вказаних винищувачів Повітряним силам ЗСУ.
13 червня 2023 року посол України в Австралії Василь Мирошниченко підтвердив, що Київ звернувся до Канберри з проханням розглянути можливість передати списані палубні винищувачі-бомбардувальники F/A-18.

## У кіно
F/A-18 був задіяний у зйомках фільму «Топ Ґан: Меверік / Top Gun: Maverick» що вийшов у 2022 році. Головну роль у фільмі виконав Том Круз.